# Mandragora Scream
Mandragora Scream – włoska grupa muzyczna wykonująca gothic metal. 

## Historia
Grupa powstała w 1997 roku z pomysłu Morgan Lacroix jako projekt solowy. W 1999 roku ukazało się pierwsze demo Mandragora Scream zatytułowane Promo Track 99.
W ciągu lata 2000 roku projekt został przekształcony w grupę - dołączył do niej Terry Horn. W 2001 roku ukazał się pierwszy album zespołu zatytułowany Fairy Tales from Hell's Caves.
W 2003 roku ukazał się drugi album pt. A Whisper of Dew. Wydawnictwo zostało zarejestrowane w studiu New Sin. Gościnnie w nagraniach wziął udział perkusista Matheo Stancioiu, członek Vision Divine. 
Album był promowany w ramach europejskiej trasy koncertowej Mortiis Smell Of Rain Europe Tour 2003 podczas której Mandragora Scream wystąpiła jako support zespołu Mortiis.
W 2006 roku ukazał się trzeci album zespołu zatytułowany Madhouse. Wydawnictwo ukazało się nakładem Lunatic Asylum Records.

## Muzycy
| Obecny skład zespołu - Morgan Lacroix - śpiew - Terry Horn - gitara, śpiew - Lena Drake - gitara basowa - Jack Lowell Halleyn - instrumenty klawiszowe - Jeff Brian Palmitteri - perkusja | Byli członkowie - Krysalis - gitara - John Peter Morris - gitara - Alessandro Cola - gitara basowa - Mr. Tonde - gitara basowa - Mat Stancioiu - perkusja |

## Dyskografia
- Mandragora Scream (1999, demo)
- Fairy Tales from Hell's Caves (2001, album)
- A Whisper of Dew (2003, album)
- Madhouse (2006, album)
- Jeanne D'Arc (2007, singel)
- Volturna (2009, album)
- Luciferland (2012, album)

## Wideografia
- Dragonfly (2007, DVD)